# Gabriel Simon
Gabriel Simon, född 25 oktober 1974, är en argentinsk friidrottare. Han deltog vid olympiska sommarspelen 2000.